# Третьяков, Николай Николаевич (искусствовед)
Николай Николаевич Третьяков (3 июня 1922, Москва — 2 февраля 2003, деревня Михалево Парфеньевского района Костромской области) — советский и российский искусствовед, педагог, профессор, заслуженный деятель искусств Российской Федерации.

## Биография
Родился в 1922 году в Москве. Отец — Николай Степанович, преподаватель Университета имени А. Л. Шанявского. Мать — Анна Ивановна Ефимова, педагог.
С детства был приобщён к живописи и театру, посещал кружок юных искусствоведов при Государственной Третьяковской галерее.
В 1941 году после окончания малаховской школы поступил на искусствоведческое отделение Московского института философии, литературы и искусства (МИФЛИ).
26 июня 1941 года призван в РККА. С 1 сентября 1941 года служил телефонистом в составе 634-го стрелкового полка. 18 ноября 1942 года был тяжело ранен под Сталинградом.
В 1943 году вернулся в Москву и продолжил обучение на искусствоведческом отделении МГУ имени М. В. Ломоносова. Параллельно с учёбой в университете решил получить театральное образование и поступил на актёрский факультет Высшего театрального училища имени Б. В. Щукина.
В 1947 году окончил театральное училище и МГУ, поступив в аспирантуру при Третьяковской галереи.   По окончании аспирантуры защитил диссертацию на соискание учёной степени кандидата искусствоведения, посвящённую творчеству Константина Федоровича Юона. 
С 1952 года преподавал историю искусства в Московском государственном художественном институте имени В. И. Сурикова, во Всесоюзном государственном институте кинематографии и в Школе-студии МХАТ. Во времена государственного атеизма обладал даром раскрывать студентам религиозную суть многих произведений русского искусства.
В 1957 году был принят в Союз художников СССР.
Осенью 1960 года познакомился и подружился с философом и богословом Сергеем Иосифовичем Фуделем.
В 1992 году ему было присвоено звание профессора, в 1996 году — звание Заслуженного деятеля искусств Российской Федерации. 
С середины 1990-х годов читал также лекции в Российской Академии живописи, ваяния и зодчества И. С. Глазунова и в Православном Свято-Тихоновском Богословском институте.
В 2001 году вышла в свет книга «Образ в искусстве. Основы композиции», которая стала своеобразным итогом его педагогической деятельности.
В 2002 году был награжден орденом Преподобного Андрея Рублева.
Скончался 2 февраля 2003 года. Отпевание состоялось 5 февраля в храме Святителя Николая в Кузнецах в Москве. Большую часть священства составляли его ученики и близкие друзья — протоиереи Владислав Свешников, Валериан Кречетов, Владимир Воробьев, Владимир Силовьев, Александр Салтыков, архимандрит Тихон (Шевкунов).

## Награды
- 1985 — орден Отечественной войны II степени